# Scutigeromorpha
Ordre
Les Scutigeromorpha ou scutigères constituent un ordre d’arthropodes myriapodes, de la classe des chilopodes (qui comporte environ 3 500 espèces connues,).

## Description

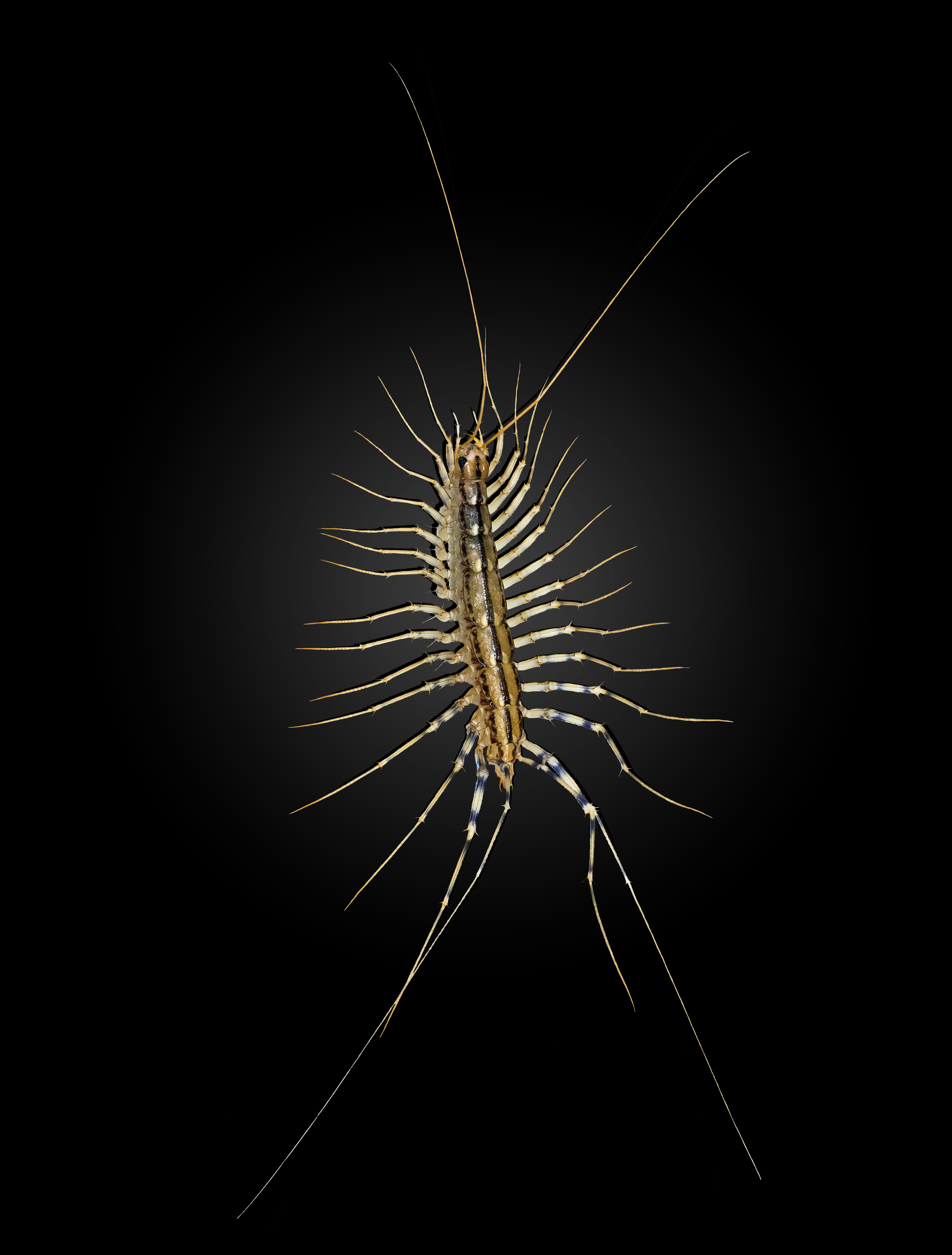
La scutigère véloce, Scutigera coleoptrata.

Comme tous les myriapodes, le corps des scutigères est composé de multiples segments portant des pattes, ici longues et effilées, pour une longueur totale pouvant atteindre 3 ou 4 cm. Chez la scutigère véloce (S. coleoptrata), seule espèce présente en France, la coloration dorsale passe du beige au jaune grisâtre et est souvent marquée de trois rayures longitudinales plus sombres tandis que la partie ventrale est blanchâtre.
Les pattes situées vers l'arrière sont plus longues que celles situées près de la tête ce qui permet à cet animal de se déplacer plus rapidement sans risque de se gêner. La dernière paire de pattes ne sert pas à la locomotion mais porte des organes sensoriels à l'instar de sa paire d'antennes située à l'autre extrémité du corps.
Lamarck décrivait ainsi ce groupe d'animaux : « Myriapode dont le corps est recouvert de huit plaques en forme d'écusson ».

## Biologie
Les scutigères sont insectivores (papillons, moustiques ...). Quand elles chassent, elles semblent « survoler les murs », particulièrement lorsqu’elles courent rapidement à l’attaque d’une mouche ou autre insecte. Elles capturent leurs proies à l’aide de leurs pattes et de leurs crochets à venin appelés forcipules.
Leurs morsures sont très rares et bénignes pour l’être humain.

## Cycle de vie
Lors de la reproduction, le mâle et la femelle se touchent mutuellement avec leurs antennes et bougent en cercle. Le sperme du mâle, contenu dans un spermatophore, est déposé au sol lors de la danse nuptiale. La femelle se place alors sur le petit sac et le fait pénétrer dans ses voies génitales afin de féconder ses ovules.
Selon sa taille, la femelle pond plusieurs centaines d'œufs qu’elle dépose individuellement sur le sol. À leur naissance les petites scutigères n’ont que des ébauches de pattes et, au long d’une série de six mues, le nombre des segments de ces appendices augmente petit à petit. Une fois les pattes formées, la scutigère va encore faire quatre mues avant d’atteindre sa maturité sexuelle.

## Liste des familles
Selon BioLib (18 août 2022) et ITIS (18 août 2022) :
- famille Latzeliidae Mundel, 1979 †
- famille Pselliodidae Kraus, 1955
- famille Scutigeridae Gervais, 1837
- famille Scutigerinidae Attems, 1926

Quelques genres communs selon NCBI (15 septembre 2013) :
- famille Scutigeridae

- - genre Allothereua
  - genre Ballonema
  - genre Dendrothereua
  - genre Madagassophora
  - genre Parascutigera
  - genre Pilbarascutigera
  - genre Pselliodes
  - genre Scutigera
  - genre Scutigerina
  - genre Sphendononema
  - genre Tachythereua
  - genre Thereuonema
  - genre Thereuopoda
  - genre Thereuopodina

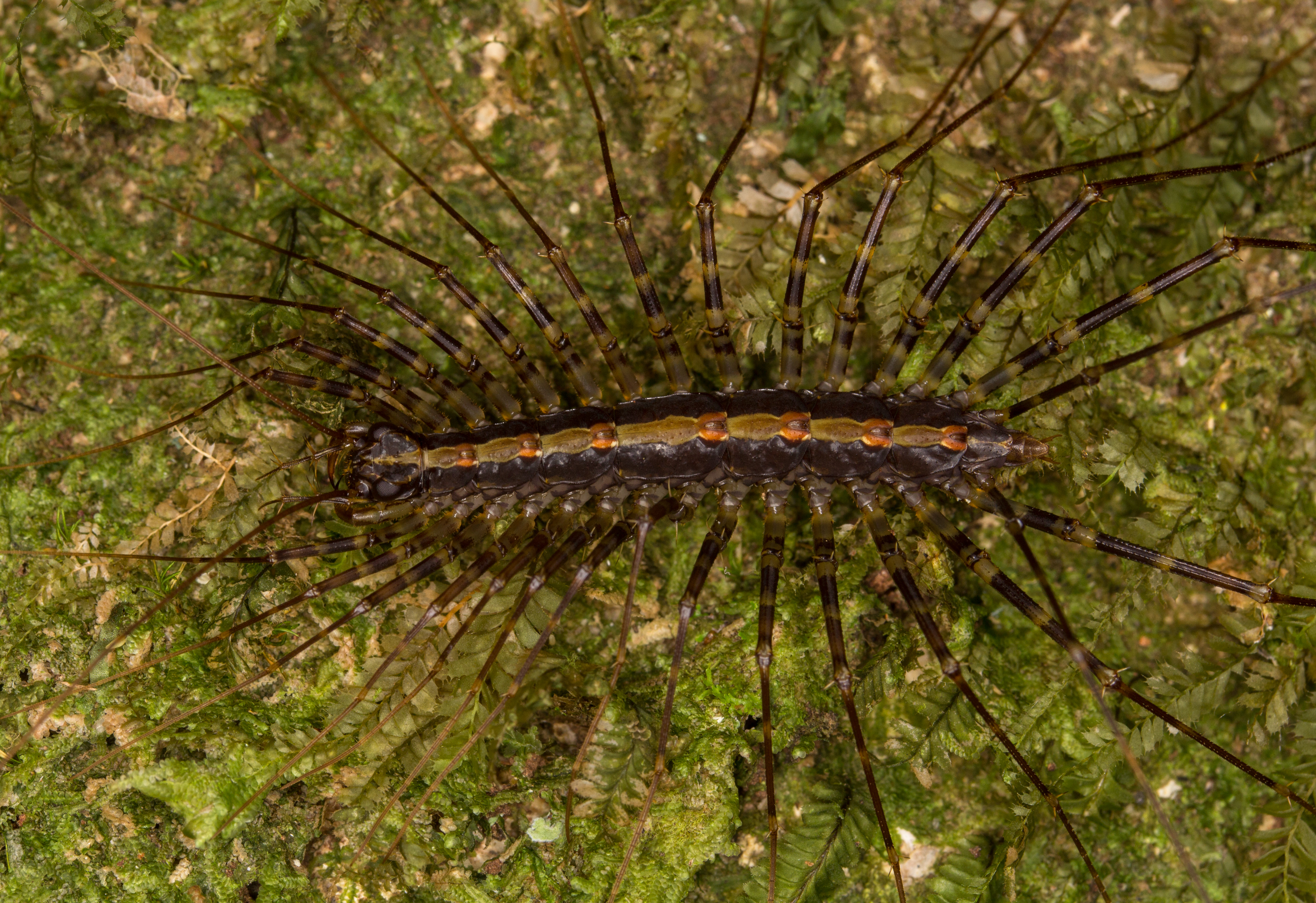
Sphendononema guildingii (Pselliodidae)
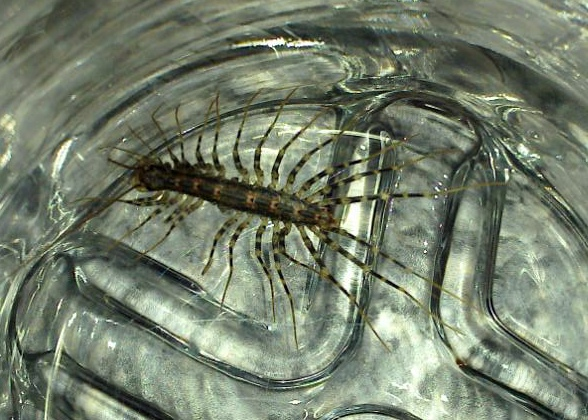
Allothereua maculata (Scutigeridae)
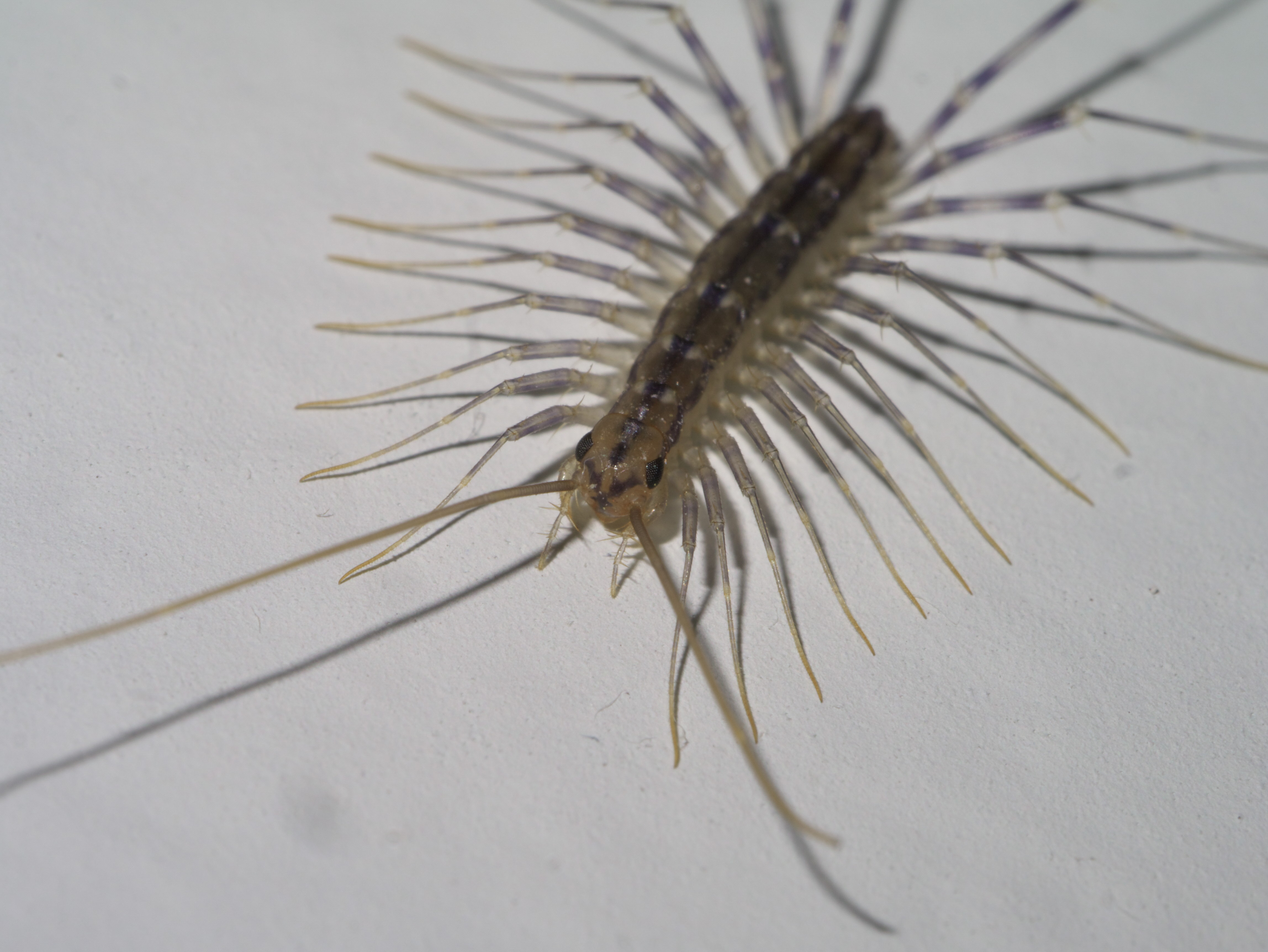
Scutigera coleoptrata (Scutigeridae)
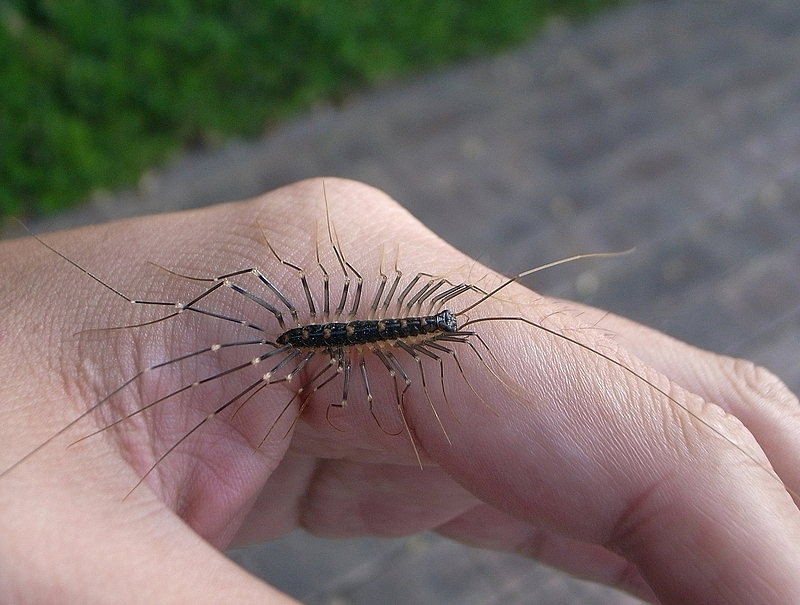
Thereuonema tuberculata (Scutigeridae)
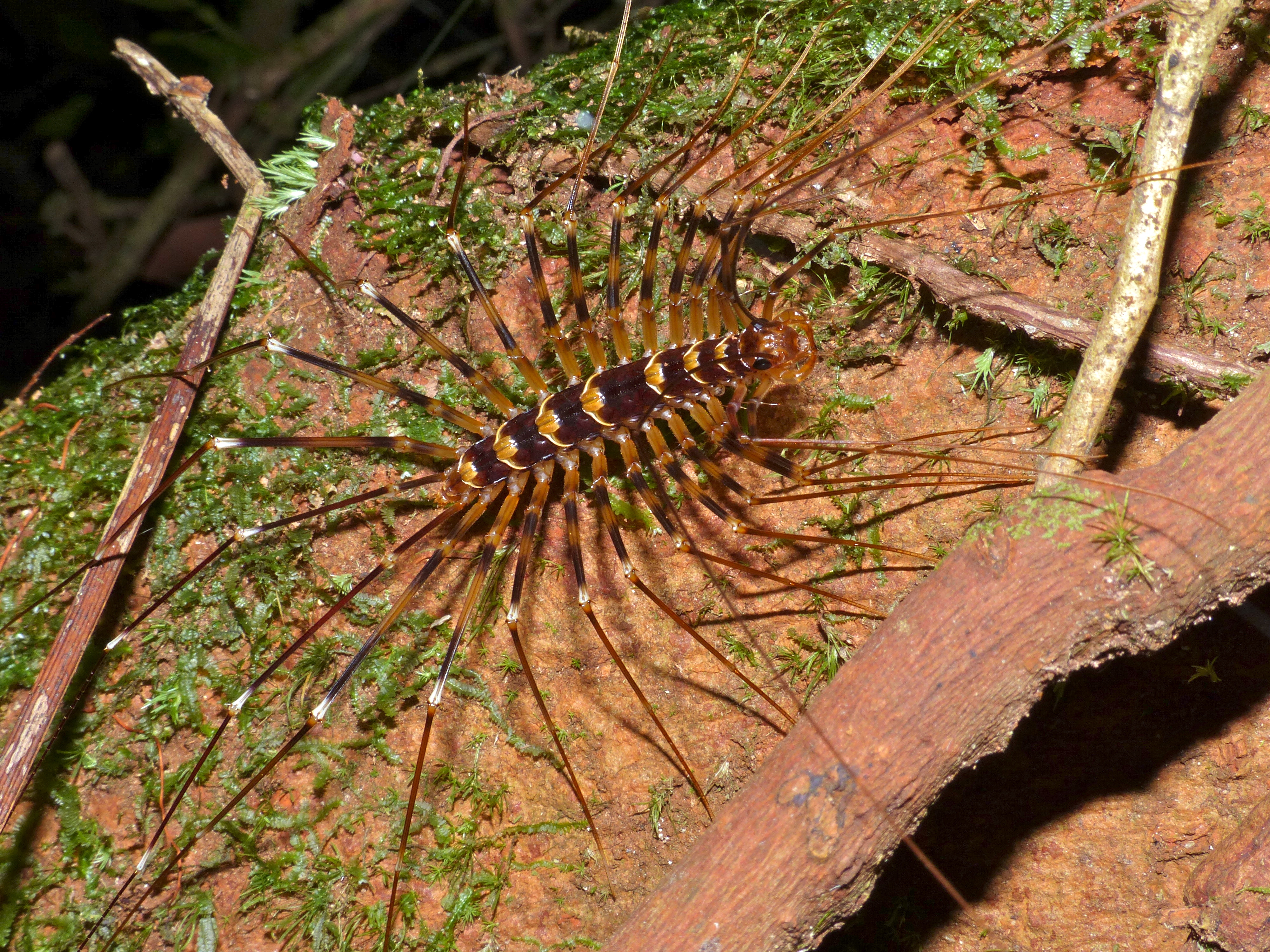
Thereuopoda longicornis (Scutigeridae)